# Bucking the Tiger (film)
Bucking the Tiger er en amerikansk stumfilm fra 1921 af Henry Kolker.

## Medvirkende
- Conway Tearle som Ritchie MacDonald
- Winifred Westover som Emily Dwyer
- Gladden James som Ralph Graham
- Helen Montrose som Skaguay Belle
- Harry Lee som Andy Walsh
- George A. Wright som The Count
- Templar Saxe som William Hillyer